# Voinivka, Ciutove
Voinivka (în ucraineană Войнівка) este localitatea de reședință a comunei Voinivka din raionul Ciutove, regiunea Poltava, Ucraina.

## Demografie
Componența lingvistică a localității Voinivka
     Ucraineană (98,52%)
     Rusă (1,11%)
     Alte limbi (0,18%)
Conform recensământului din 2001, majoritatea populației localității Voinivka era vorbitoare de ucraineană (98,52%), existând în minoritate și vorbitori de rusă (1,11%).